# William Draper
Sir William Edwin Draper (Bristol, 1721 – Bristol, 8 gennaio 1787) è stato un generale inglese.

## Biografia
Figlio di un agiato commerciante di Bristol legato al partito Tory, fu educato ad Eton e al King's College di Cambridge.

### Attività militare
Avviato alla carriera militare, servì come capitano in un reggimento di fanteria al comando di Lord Beauclerck durante la Guerra di Successione Austriaca e nel 1756 sposò Lady Caroline Beauclerck, figlia di Lord Henry Beauclerck.
Colonnello nel 1762, trasferito nelle Indie Orientali assediò e catturò Madras al conte di Lally-Tollendal e il 6 ottobre 1762 partecipò alla spedizione contro Manila di Sir Samuel Cornish.
Nel 1765 venne insignito dell'Ordine del Bagno e grazie al favore della famiglia Beauclerck fu promosso brigadiere generale.
Tenente generale e governatore di Minorca nel 1779 fu processato dalla corte marziale per averla ceduta ai francesi.
Assolto, morì nella nativa Bristol, l'8 gennaio 1787 e fu sepolto nella Abbazia di Bath.